# Cassino
Cassino (până în 1863 San Germano) este o comună din provincia Frosinone, regiunea Lazio, Italia, din Valea Latină, cu o populație de 35.092 locuitori (1 ianuarie 2023) și o suprafață de 83,42 km².

## Demografie
Cassino - evoluția demografică

|  | Graficele sunt indisponibile din cauza unor probleme tehnice. Mai multe informații se găsesc la Phabricator și la wiki-ul MediaWiki. |

Date: Recensăminte sau birourile de statistică - grafică realizată de Wikipedia